# Akustična trauma
Akustična trauma dvostruki je uživo album makedonskog rock/jazz sastava Leb i sol, koji izlazi 1982. godine, a objavljuje ga diskografska kuća PGP RTB.
Materijal je uživo snimljen 13. travnja 1982. godine u zagrebačkom klubu 'Kulušić', a potom miksan u studiju M-2 radio Skoplja. Produkciju su radili sami i to je zadnji album kojeg objavljuju za izdavačku kuću PGP-RTB, nakon kojeg prelaze u Jugoton.

## Popis pjesama

### A strana
1. "Lokomobila" (3:07)
2. "Miris juga" (4:13)
3. "Mirko" (4:01)
4. "Kako ti drago" (3:26)
5. "Utrinska tema" (2:26)
6. "Mile Pop Jordanov" (4:12)

### B strana
1. "Ajde sonce zajde" (5:09)
2. "Kumova slama" (6:24)
3. "Ručni rad" (4:57)
4. "Talasna dužina" (4:09)
5. "Nisam tvoj" (3:35)

### C strana
1. "Živa rana" (21:57)
2. "Bas solo"
3. "Bubnjarski solo"

### D strana
1. "Bonus" (4:42)
2. "Kokoška" (3:52)
3. "Aber dojde donke" (4:31)
4. "Damar" (3:06)

## Produkcija
- Producent - Leb i sol
- Aranžer - Bodan Arsovski, Dragoljub Đuričić, Vlatko Stefanovski
- Autori - Bodan Arsovski (skladbe: A1, A2, A4, B3, D4), Leb I Sol (skladbe: A6, B1, D3), Vlatko Stefanovski (skladbe: A3, A5, B2, B4 do D2)
- Snimatelj (Gsc Kulišić) - Mladen Škalec
- Snimatelj (studio M-2) - Tahir Durkalić
- Dizajn - Ivan Ćulum
- Tekst - Goran Stefanovski (skladbe: B4 do D1)
- Fotografija - Dražen Kalenić

## Vanjske poveznice
- Discogs - Recenzija albuma